# 鄭淳元
鄭淳元（韓語：정순원，1974年3月26日—），藝名The One，韓國男歌手，是韓版《我是歌手 (韓國)》第二季的優勝者。1997年作為Space A 第一代成員出道,並於1998年退出,其後 2002年，推出首張個人音樂專輯《The Last Gift, The One》；同年，獲得韓國文化演藝大獎新時代歌曲10大歌手獎。2004年，推出第二張個人音樂專輯《The One》。2008年，推出第三張個人音樂專輯《The Last》。2012年，參加韓國MBC綜藝節目《我是歌手》第二季的比賽，獲得年度冠軍[1] 。2013年，擔任湖南衛視《我是歌手》第一季總決賽幫唱嘉賓，與黃綺珊合唱《Without you》[2] 。2014年，獲得第23屆首爾歌謠大賞OST部門獎。2015年2月13日於中國湖南衛視播出的我是歌手 (第三季)中，鄭淳元作為第二位補位歌手加入了比賽，演唱了《那個男人》,《聽海》獲得當場第一名。3月20日，鄭淳元演唱《那片海》突圍成功。[3]

## 演藝經歷
1997年 作為組合 Space A 第一代的成員,其後於 1998 年退出Space A 組合
2002年，推出首張個人音樂專輯《The Last Gift, The One！》，從而正式進入演藝圈；同年，獲得第16屆韓國文化演藝大獎新時代歌曲10大歌手獎 。
2004年，推出第二張個人音樂專輯《The One》 。
2006年，為尹恩惠、朱智勳、金楨勳主演的韓國水木劇《宮》演唱插曲《兩句話》；同年，為動畫劇 《對不起，我愛你》演唱同名主題曲《對不起，我愛你》 。
2008年，推出第三張個人音樂專輯《The Last》 。
2009年，舉辦“First Drama”演唱會 ；同年，為電視劇《在愛一次2009》演唱插曲《愛情是病》 。
2010年，推出與少女時代隊長太妍合唱的單曲《像星星一樣》；同年，為浙版《愛上女主播》演唱主題曲《那個地方依然有你》。
2011年，推出第四張個人音樂專輯《4th Part1… 다시 걷는다》 。
2012年，參加韓國MBC綜藝節目《我是歌手》第二季的比賽，獲得年度冠軍 。
2013年，擔任湖南衛視《我是歌手》第一季總決賽幫幫唱嘉賓，與黃綺珊合唱《Without you》 ；同年，為李昇基、Suzy主演的韓國月火劇《九家之書》演唱插曲《你還好嗎》 ；同年，為趙寅成、宋慧喬、金汎、恩地主演的韓國水木劇《那年冬天風在吹》，演唱插曲《冬戀》 。
2014年，推出第五張個人音樂專輯《Who Is The One, I Am The One!》；同年，獲得第23屆首爾歌謠大賞OST部門獎。
2015年2月，作為補位歌手參加湖南衛視《我是歌手》第三季的比賽；
2月13日播出 湖南衛視《我是歌手》第三季第七期的比賽，鄭淳元演唱韓劇《秘密花園》的主題曲《那個男人》，榮獲第三輪第一場競演的冠軍。
2月20日 湖南衛視《我是歌手》第三季第八期的比賽，鄭淳元演唱《You Raise Me Up》，獲得第三輪第二場競演的第六名。
2月27日 湖南衛視《我是歌手》第三季第九期的比賽，鄭淳元演唱《My Destiny》，與韓紅並列第三輪踢館賽的第二名。
3月6日 湖南衛視《我是歌手》第三季第十期的比賽，鄭淳元首次演唱全中文歌曲《聽海》，榮獲第四輪第一場競演第一名。
3月13日 湖南衛視《我是歌手》第三季第十一期的比賽，鄭淳元演唱中文歌曲《暗香》，獲得第四輪第二場競演第三名。
3月20日 湖南衛視《我是歌手》第三季第十二期的比賽，鄭淳元演唱韓红的《那片海》，獲得突圍賽第四名并成功突圍。
3月27日 湖南衛視《我是歌手》第三季第十三期的比賽，鄭淳元与李世珍合唱《I believe》獲得第一輪第三名。
第二輪鄭淳元與胡彥斌進行對決並演唱《愛情啊》，最終戰勝對手而成為歌王歌王候選人。
第三輪鄭淳元以22.58%的得票率獲得總決賽季軍 ，
4月3日直播的湖南衛視《我是歌手》2015巅峰會，鄭淳元演唱張學友的《秋意濃》。

## 作品

### 綜藝節目
| 日期                  | 電視台     | 節目名稱                   | 備註                       |
| --------------------- | ---------- | -------------------------- | -------------------------- |
| 2012年9月2日          | MBC        | 《我是歌手Ⅱ》              | EP.18                      |
| 2012年9月16日         | MBC        | 《我是歌手Ⅱ》              | EP.20                      |
| 2012年9月30日         | MBC        | 《我是歌手Ⅱ》              | EP.22                      |
| 2012年10月15日        | MBC        | 《來玩吧》                 | EP.405                     |
| 2012年10月22日        | MBC        | 《來玩吧》                 | EP.406                     |
| 2012年11月18日        | MBC        | 《我是歌手Ⅱ》              | EP.29－35                  |
| 2012年11月25日        | MBC        | 《我是歌手Ⅱ》              | EP.29－35                  |
| 2012年12月2日         | MBC        | 《我是歌手Ⅱ》              | EP.29－35                  |
| 2012年12月9日         | MBC        | 《我是歌手Ⅱ》              | EP.29－35                  |
| 2012年12月16日        | MBC        | 《我是歌手Ⅱ》              | EP.29－35                  |
| 2012年12月23日        | MBC        | 《我是歌手Ⅱ》              | EP.29－35                  |
| 2012年12月30日        | MBC        | 《我是歌手Ⅱ》              | EP.29－35                  |
| 2013年4月16日         | Ment       | 《尹度玹的MUST》           | EP.85                      |
| 2013年5月11日         | KBS2       | 《不朽的名曲：傳說在歌唱》 | EP.100                     |
| 2013年5月18日         | KBS2       | 《不朽的名曲：傳說在歌唱》 | EP.101                     |
| 2013年12月2日         | KBS2       | 《大國民脫口秀-你好》      | EP.152                     |
| 2014年2月1日          | MBC        | 《音樂旅行-昨天》          | EP.2－3                    |
| 2014年3月1日          | MBC        | 《音樂旅行-昨天》          | EP.2－3                    |
| 2014年3月29日         | KBS2       | 《不朽的名曲：傳說在歌唱》 | EP.146                     |
| 2014年4月4日          | KBS2       | 《柳喜烈的寫生簿》         | EP.227                     |
| 2014年4月5日          | KBS2       | 《不朽的名曲：傳說在歌唱》 | EP.147                     |
| 2014年4月12日         | KBS2       | 《不朽的名曲：傳說在歌唱》 | EP.148                     |
| 2014年5月31日         | KBS2       | 《不朽的名曲：傳說在歌唱》 | EP.150                     |
| 2014年6月7日          | KBS2       | 《不朽的名曲：傳說在歌唱》 | EP.151                     |
| 2014年6月14日         | KBS2       | 《不朽的名曲：傳說在歌唱》 | EP.152                     |
| 2014年9月9日          | MBC        | 《2014我是歌手》           |                            |
| 2014年12月20日        | KBS1       | 《愛情的請求》             | EP.778                     |
| 2014年12月20日        | MBC        | 《改變世界的問答》         | EP.277                     |
| 2015年3月20日         | 湖南衛視   | 《天天向上》               | 與李荣浩一起参加           |
| 2015年9月6日          | 江西衛視   | 《超级歌单》               | 嘉賓                       |
| 2015年10月4日         | 中央电视台 | 《我愛媽媽》               | 嘉賓                       |
| 2015年10月18日        | 中央电视台 | 《我愛媽媽》               | 嘉賓                       |
| 2016年1月2日          | KBS2       | 《不朽的名曲：傳說在歌唱》 | EP.232                     |
| 2016年2月16日         | KBS2       | 《以一敵百》               |                            |
| 2016年5月29日－7月3日 | MBC        | 《神秘音樂秀：蒙面歌王》   | 以可以做到逃脫無業青年參加 |
| 2018年7月14日         | KBS2       | 《不朽的名曲：傳說在歌唱》 | EP.362                     |
| 2018年7月21日         | KBS2       | 《不朽的名曲：傳說在歌唱》 | EP.363                     |
| 2018年7月28日         | KBS2       | 《不朽的名曲：傳說在歌唱》 | EP.364                     |
| 2018年8月25日         | KBS2       | 《不朽的名曲：傳說在歌唱》 | EP.368                     |
| 2018年9月30日         | KBS2       | 《不朽的名曲：傳說在歌唱》 | EP.372                     |
| 2021年10月8日         | KBS2       | 《柳喜烈的寫生簿》         | EP.561                     |

### 固定綜藝節目
| 日期                         | 電視台    | 節目名稱            | 集數 | 備註 |
| ---------------------------- | --------- | ------------------- | ---- | ---- |
| 2012年2月10日－2012年3月16日 | tvN       | 《OPERA STAR 2012》 | 6    |      |
| 2015年2月13日－2015年4月3日  | 湖南衛視  | 《我是歌手第三季》  | 8    |      |
| 2015年7月14日－2015年10月2日 | MBC MUSIC | 《星動亞洲》        | 11   | 評審 |
| 2016年3月8日－               | MBC MUSIC | 《星動亞洲第二季》  |      | 評審 |

## 音樂作品

### 正規專輯
| 專輯 # | 專輯資料                                                                              | 曲目 |
| ------ | ------------------------------------------------------------------------------------- | --- |
| 1st    | 首張正規專輯《The Last Gift, The One》 - 發行日期：2002年2月16日 - 語言：韓語         | 曲目 1. Intro 2. 마지막 선물 3. I Still...... 4. 그대를 위해서 5. 상상 6. No Thanks 7. 바램 8. 착각 9. Dream 10. 잊고 싶은 너 11. Feeling 12. Tell Me 13. After(Live) 14. 마지막 선물 15. I Still......(Instrumental) 16. Outro |
| 2nd    | 第二張正規專輯《The One》 - 發行日期：2004年9月7日 - 語言：韓語                       | 曲目 1. I Do 2. You'Re The One 3. 6월의 꿈 4. Oh My Brother 5. 기도 6. Amen (고해) 7. You Bring Me Joy (Part 1) 8. You Bring Me Joy (Part 2) 9. 작업 (하룻밤의 쇼) 10. Stay With Me Tonight 11. 그 말인데 12. 비나이다 (SBS 드라마 '장길산' Theme) 13. Yes, I Do |
| 3rd    | 第三張正規專輯《The last》 - 發行日期：2008年9月4日 - 語言：韓語                      | 曲目 1. Intro 2. 至死不渝 (죽도록) 3. 不要見面了 (만나지말자) 4. Because Of You 5. 愛情……總是…… (사랑은.. 항상...) 6. 我的女人 (내 여자) 7. 只愛她一人(그대하나만) 8. My Love 9. 看來不行 (안되나봐요) 10. 您走的路 (가시는 길) 11. Why 12. 一次 (한번쯤) 13. Outro 14. 至死不渝 (죽도록)(MR)(Bonus Track) 15. 只愛她一人 (그대하나만)(MR)(Bonus Track) 16. 愛情啊 (사랑아)(Bonus Track) |
| 4th    | 第四張正規專輯《4th Part1… 다시 걷는다》 - 發行日期：2011年1月20日 - 語言：韓語       | 曲目 1. Do It For You 2. 천국을 걷다 3. 별처럼 4. 그만해 5. 다시 사랑하기 6. 그랬음 좋겠다 7. 그곳에 그대가 (For J-Han) 8. 천국을 걷다 (inst.) 9. 별처럼 (inst.) 10. Do It For You (Radio Edit)-Featured:佑麗 |
| 5th    | 第五張正規專輯《Who Is The One, I Am The One!》 - 發行日期：2014年3月7日 - 語言：韓語 | 曲目 - 數碼專輯 1. Intro 2. One, two, three, four 3. My love where are you going (rough translation) 4. Resemblance day (not sure abt this one) 5. Season passes 6. Blowing (as in wind) 7. My love 8. 0326 9. Inst. ver. of song #2 10. Inst. ver. of song #3 |
| 6th    | 第六張正規專輯《因為有你》 - 發行日期：2015年9月19日 - 語言：中文                     | 曲目 - 數碼專輯 1. 我 2. 因為有你 3. 雨中花 4. 穩穩的幸福 |

## 演唱會
- The One中國1st Showcase

| 日期          | 演唱會站次 | 舉行地點       |
| 2015年6月28日 | 廣州站     | 廣州中山紀念堂 |

- The One首場中國巡迴演唱會《2015那個男人》

| 日期         | 演唱會站次 | 舉行地點   |
| 2015年9月5日 | 上海站     | 上海大舞台 |

- The One上海YY玩唱会

| 日期          | 演唱會站次 | 舉行地點   |
| 2015年11月4日 | 上海站     | 上海加空間 |

- The One其他大型商演

| 日期           | 演唱會名稱             | 舉行地點                         |
| 2015年6月26日  | 慈溪之夜超級盛典       | 慈溪體育館                       |
| 2015年10月1日  | 2015麥咭音樂節         | 長沙潯龍河生態藝術小鎮           |
| 2015年10月11日 | 唱響唐山巨星演唱會     | 唐山世華北里工大學翼唐學院體育場 |
| 2015年10月17日 | 2015厦門電波啤酒音樂節 | 厦門观音山黄金沙滩               |
| 2015年10月18日 | 成都公園音樂節         | 錦江大道                         |

## 獎項

### 大型頒獎禮獎項
| 年份 | 獎項 |
| ---- | --- |
| 2002 | - 第16屆韓國文化演藝大獎－新時代歌曲10大歌手獎                                                                            |
| 2013 | - 第1屆大田電視劇節－最佳O.S.T獎《我愛你這句話》                                                                          |
| 2014 | - 第2屆大田電視劇節－最佳O.S.T獎《冬愛》 - 第23届首爾歌謠大賞－OST部門獎                                                  |
| 2015 | - 酷音樂亚洲盛典－海外年度最受關注藝人獎 - 韩流文化盛典奢侈品牌模特奖－韩流明星奖 - 第10届首爾國際電視節－Mango TV 人氣獎 |

## 人物評價
鄭淳元被譽為韓國的Brian Mcknight（男性獨唱R&B歌手），唱功和詮釋歌曲的細膩度及完整度堪稱完美（人民網評）。鄭淳元現場唱功很棒，而且在韓國的地位相當於台灣的羅大佑（新浪評）。聽鄭淳元唱歌首先是濃情，而這個殼子下是強大的唱功，他的演唱簡直是共鳴腔全開，氣息支撐到位，在高音位置運用純熟的混聲技巧，讓聲音有豐富的彈性和延展力（人民網評）。
一曲《You Raise Me Up》共鳴腔全開，氣息支撐開掛，他帶著心的呢喃，靈魂的吟唱，層層遞進的滲入，不知不覺就飽含刻骨的撐起一個飽滿的故事，鄭淳元歌聲裡的篤定及強烈，源於內心深處最深的信仰與力量，無愧於韓國樂壇殿堂級歌王（中國日報網評）。
鄭淳元在韓國因為演唱過眾多偶像劇的主題曲而被稱作“偶像劇之父”。鄭淳元的唱法是歐美唱法體系與朝鮮族民歌唱腔融合的結果，它既有歐美唱法大氣立體、驚濤駭浪的一面，又有傳統民歌氣聲彌漫、哭腔濃重、情緒誇張等的一面（人民網評）。

## 人物爭議
2015年2月，韓國歌手鄭淳元因撫養費糾紛而被前女友檢舉。